# Novi Beograd

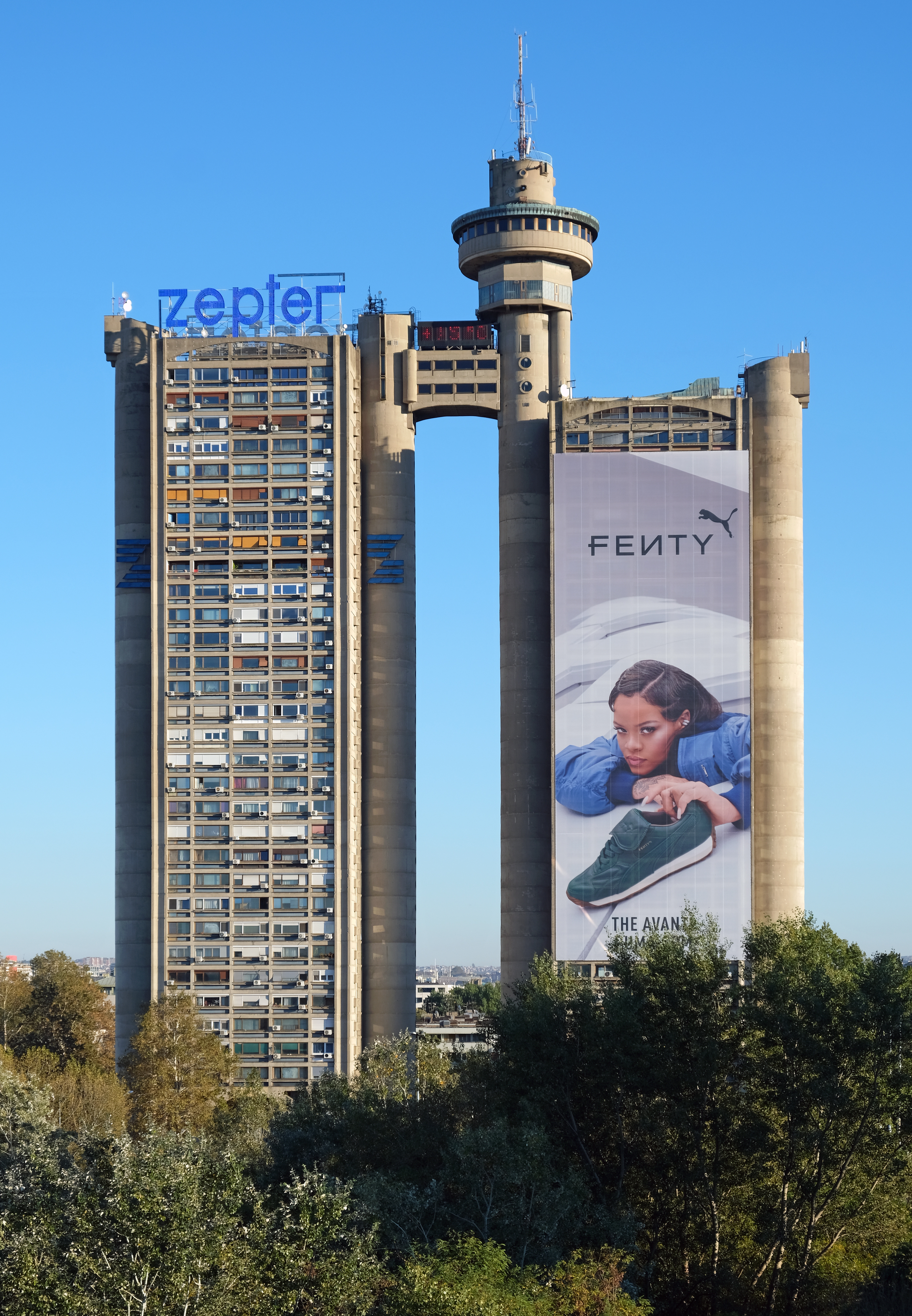
Genex-Turm, Wahrzeichen von Novi Beograd

Novi Beograd (serbisch-kyrillisch Нови Београд, zu Deutsch „Neu-Belgrad“) ist ein Stadtbezirk von Belgrad. Er hat etwa 210.000 Einwohner und eine Fläche von 40,96 km². Errichtet wurde er ab 1948 bis in die 1980er Jahre von verschiedenen bedeutenden Architekten. Der stadtnähere Teil ist öffentlichen Gebäuden gewidmet, der weiter nördlich gelegene besteht aus großen Wohngebäuden.

## Geschichte
Im Jahr 1713 wurde das Dorf Bežanija, aus dem Novi Beograd hervorging, erstmals erwähnt. 1923 wurde der Plan gefasst, Belgrad auf die linke, bis 1918 österreichisch-ungarische Uferseite der Save zu erweitern. Damit sollte der Zusammenschluss des neuen Königreichs der Serben, Kroaten und Slowenen auch in der Hauptstadt selbst zum Ausdruck gebracht werden. Von den beiden Entwürfen der Zwischenkriegszeit kam jedoch außer dem Bau einer Brücke nichts zustande.
Der Grundstein für den neuen Stadtteil wurde erst nach dem Zweiten Weltkrieg am 11. April 1948 gelegt. Errichtet wurde er nach den architektonischen Ideen von Le Corbusier; die Erbauer waren jugoslawische Arbeitsbrigaden. Das Grundmuster bilden Blöcke mit Seitenlängen von je 400 Meter. Die Wohnblöcke weisen alle eine Schule, einen Kindergarten und/oder ein Gemeinschaftszentrum auf, und die unbebaute Mitte nimmt jeweils ein Sportplatz ein. Läden und anderweitige Geschäfte waren nicht vorgesehen und wurden erst ab den 1990er-Jahren eingerichtet. Die Wohnungen sind heute privatisiert.
Eines der ersten errichteten Gebäude ist das 1947 begonnene SIV 1, ehemaliger Sitz des jugoslawischen Bundesexekutiv-Rates. Es wurde 1962 fertiggestellt. 1961 bis 1975 wurde die Stadtverwaltung von Novi Beograd in Block 31 errichtet. 1968 bis 1978 wurde Block 23 gebaut. 1975 bis 1981 wurde Block 19a errichtet. 1977 bis 1980 wurde der Genex-Turm in Block 33 als westliches Stadttor errichtet.
Als Stadtbezirk Belgrads wurde Novi Beograd 1952 eingemeindet. Die Verbindung über die Save zum Stadtzentrum von Belgrad erfolgt über zwei Eisenbahn- und vier Straßenbrücken, von denen die Gazela und die Brankov most die wichtigsten sind.

## Feiertage
Als Tag der Gemeinde wird der 11. April gefeiert, der Tag der Grundsteinlegung.

## Stadtviertel

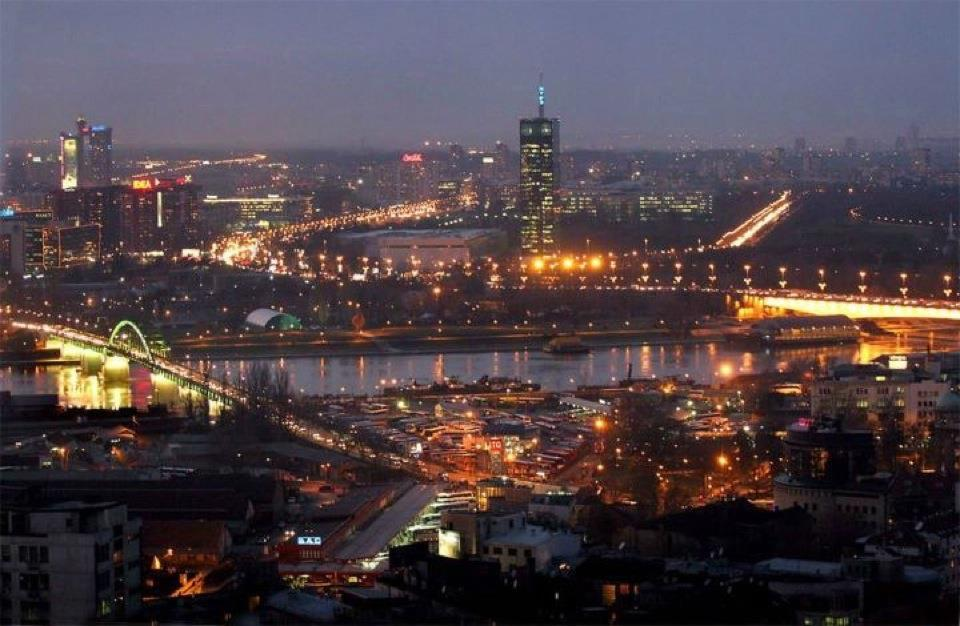
Panorama von Novi Beograd

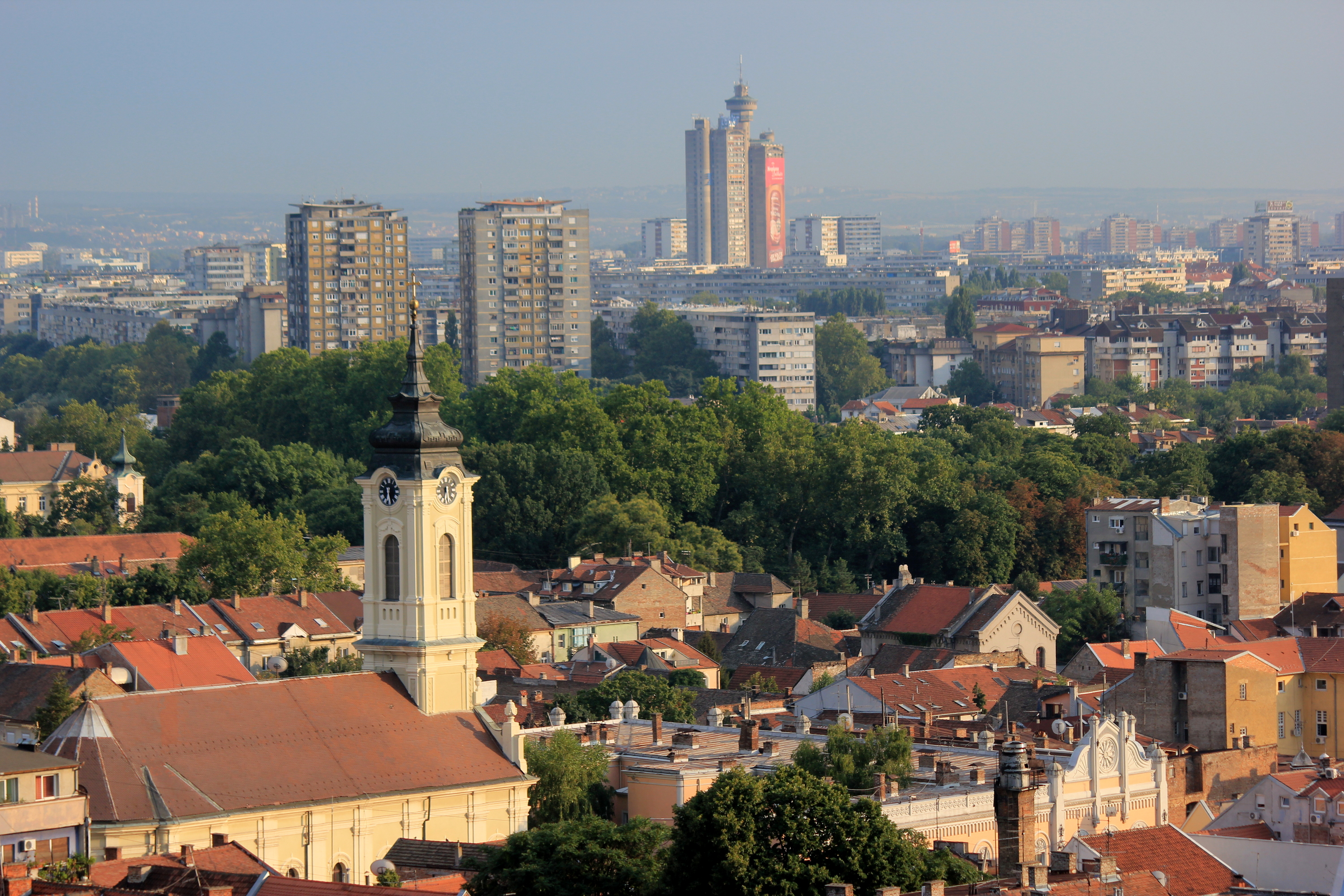
Blick von Zemun auf Novi Beograd

| - Ada Međica - Bežanija - Bežanijska Kosa - Blokovi | - Dr Ivan Ribar - Fontana - Kartonsko naselje - Ledine | - Savski Nasip - Staro Sajmište - Mala Ciganlija | - Studentski Grad - Tošin Bunar - Ušće |

## Demographie
Einwohner
- 1948:   9.195
- 1953:  11.339
- 1961:  33.347
- 1971:  92.500
- 1981: 173.541
- 1991: 218.633
- 2002: 217.773
- 2011: 214.506[1]

Ethnische Struktur (2002)
- Serben: 187.253 (85,99 %)
- Jugoslawen: 5.341 (2,45 %)
- Montenegriner: 5.233 (2,40 %)
- Kroaten: 2.520 (1,16 %)
- Roma: 2.371 (1,09 %)
- Mazedonier: 1.683 (0,77 %)
- andere (u. a. Chinesen)